# Француски хлеб
Француски хлеб (багет; енглески изговор: /bæˈɡɛt/; француски изговор: /baˈɡɛt/) је хлеб специфичних својстава, карактеристичан по односу између коре и средине самог производа. То је производ са великим учешћем коре у односу на укупну граматуру производа, те самим тим тако и обликован – дугуљасто кружног облика, малог пресека.

## Рецептура
Рецептура сировина код производње багета је:
- Пшенично брашно типа „400“ 100kg
- Квасац формовани 4kg
- Кухињска со 1,6kg
- Вода 60kg
- Шећер 1,5kg
- Адитив (зависно од потребе)

## Начин припреме
Замес теста се обавља директним поступком.
Основна сировина брашно мора бити веома доброг квалитета уз интензивну обраду теста при операцији замеса. Температура замешеног теста треба да буде 26⁰C, а ферментација двостепена, у маси и у обликованим комадима теста. Конзистенција замешеног теста не нижа од 500FJ.
Багет се обично производи у комадима од 300 и 500 грама док се при дељењу одмеравају комади теста од 370 грама и 610 грама, због релативно високог степена „упека“, који је 20% на тесто (рачунајући на тврдо замешено тесто од 500FJ).
Производне операције багета се не разликују од операције стандардне производње хлеба, али су режими специфични. Тако се после завршетка процеса ферментације теста у посудама, обавља дељење теста на комаде, рачунато за већи степен упека. Округло обликовани комади иду у нарушене полипептидне везе, настале при операцији дељења теста. Операција дугуљастог обликовања обавља се на посебним рол-машинама са дугим ваљцима, тако да су комади теста дужине 45cm за граматуре од 300 грама готовог производа, а 65 cm за производе од 500 грама.
После роловања, дугуљасто – обликовани комади теста се стављају у перфориране тефлонизиране олучасте плехове, који спречавају расплињавање округло – издужених комада теста у току процеса нарастања.  Плехови са дугуљасто обликованим комадима теста стављају се у комору за ферментацију, са програмираном температуром оптималне ферментације као и степена влажности.  Стварају се све погодности за успешан процес нарастања комада теста. Обавезна операција површинске обраде теста је и операција нарезивања, која утиче на степен нарастања комада при операцији печења. Та операција се обавља непосредно пре убацивања плехова са тестом у пећ или нешто раније за време ферментације теста у комори.
Температура пећнице је релативно висока, cca 250⁰C, а проводљивост топлоте у комадима теста мора бити добра (нарасли комади који се пеку) да би се исти испекли (средина cca 94⁰C), пре почетка угљенисања коре, у противним температура пећнице мора се умањити.
Готов производ после операције печења карактеристичан је по високом степену учешћа коре и великом шупљикавошћу.  Крхка покорица дуго задржава својства са умањеним ефектом успостављања равнотеже влажности. 

## Стандардне врсте хлеба и пецива
Стандардне врсте хлеба и пецива су најмасовнији пекарски производи. У већим земљама они чине преко 90% од укупне производње. Производи под овим заједничким именом могу значајно да се разликују у погледу врсте и типа брашна, облика и начина производње.
- Хлеб прављен од брашна различитих житарица (пшеница, раж, овас, јечам...)
- Проја (хлеб од кукурузног брашна)
- Погача
- Француски хлеб – багет
- Сомун